# Фултон (Илиноис)
Фултон (енгл. Fulton) град је у америчкој савезној држави Илиноис. По попису становништва из 2010. у њему је живело 3.481 становника.

## Демографија
Према попису становништва из 2010. у граду је живело 3.481 становника, што је 400 (10,3%) становника мање него 2000. године.
| Група             | 2000.         | 2010.         |
| Белци             | 3.766 (97,0%) | 3.341 (96,0%) |
| Афроамериканци    | 23 (0,6%)     | 13 (0,4%)     |
| Азијати           | 20 (0,5%)     | 27 (0,8%)     |
| Хиспаноамериканци | 49 (1,3%)     | 58 (1,7%)     |
| Укупно            | 3.881         | 3.481         |